# Osbornellus bellus
Osbornellus bellus är en insektsart som beskrevs av Freytag 2008. Osbornellus bellus ingår i släktet Osbornellus och familjen dvärgstritar. Inga underarter finns listade i Catalogue of Life.